# Йоахим VI фон дер Шуленбург
Йоахим VI фон дер Шуленбург (на немски: Joachim IV Graf fon der Schulenburg; * пр. 1568; † 1622, Зандау на Елба, Саксония-Анхалт) е граф от „Черната линия“ на благородническия род фон дер Шуленбург.

## Произход
Той е син на граф Йоахим III фон дер Шуленбург († 1555/1568) и съпругата му Маргарета Кнютер.

## Фамилия
Йоахим VI фон дер Шуленбург се жени за Сабина Рецлау († 1630, Берлин). Те имат осем сина:
- Кристиан фон дер Шуленбург († 1627)
- Кристоф фон дер Шуленбург († сл. 1651)
- Фридрих фон дер Шуленбург († 1627)
- Хайнрих фон дер Шуленбург († 1627)
- Даниел II фон дер Шуленбург (1613 – 1692), женен I. за Елизабет Кроп (1618 – 1653), II. 1656 г. за Анна Доротея Шпехт († 1672), III. 1674 г. за Мария Гертруда Кроп († 1683), IV. за Анна Катарина фон Льовенщайн
- Йохан фон дер Шуленбург († 1627)
- Ернст фон дер Шуленбург († 1627)
- Йоахим фон дер Шуленбург († 1627)